# Colpi di sole
Colpi di sole è una sitcom italiana del 2007, prodotta da Rai Fiction e distribuita da Rai 3.

## Distribuzione
La messa in onda del programma è incominciata il 3 giugno 2007, a ogni sabato e domenica alle 20:30.
Ogni puntata, della durata di 25 minuti l'una, è composta da circa 9/11 mini-episodi con una durata variabile da 30 secondi a 5 minuti ciascuno.

## Trama
Colpi di sole racconta la vita all’interno di un parrucchiere per signore. Tra i diversi segmenti che compongono una puntata ci sono tre appuntamenti fissi: la pausa caffè, momento in cui emergono le dinamiche tra i protagonisti, la pausa di riflessione, momento in cui i personaggi, a turno, si confessano davanti allo specchio, e infine la boule de neige.
C’è anche una grande rivalità tra il centro estetico in questione e quello cinese a pochi passi, Kung Fashion.

## Personaggi e interpreti
- Rocco Pontone, interpretato da Paolo Giovannucci, è il titolare del salone ed è un omosessuale che vive una crisi d'identità sul fatto che cominciano a piacergli le donne
- Nicoletta Polacchi, interpretata da Monica Dugo, addetta al taglio, è molto brava a tagliare i capelli e a fare le tinte
- Sabrina Miglio, interpretata da Roberta Cartocci, è il braccio destro di Rocco (ha una cotta per lui). Sabrina si occupa dei tagli, tinte messe in piega e acconciature. Per lei il negozio viene prima di tutto. Quando Rocco non c’è è lei che comanda.
- Elsa Padrulo, interpretata da Laura De Marchi, estetista di 45 anni, taglia forte e donna del sud Italia
- Irina Beltrova, interpretata da Tiziana Scrocca, sciampista di origine russa di 33 anni, generosa, disponibile senza essere servile ma anche ruvida e spigolosa
- Domenica Padan, interpretata da Chiara De Bonis, detta Mia è una sciampista di 19 anni, giovanissima e ambiziosa. Fa la sciampista da pochi mesi, ma aspira con determinazione al taglio dei capelli. Vuole fare carriera in fretta. Non ha scrupoli. E’ cattiva, pettegola e semina zizzania
- L'onorevole Gaetano Attamante, interpretato da Antonio Petrocelli, cliente di Rocco con un'età di circa 50 anni. Non si saprà mai a quale partito sia iscritto. Edonista, amante dell’estetica, non va da Rocco solo per farsi tagliare i capelli ma approfitta di tutta la tecnologia e di tutti i trattamenti estetici di cui il salone è dotato
- Walter Perone, interpretato da Manuel Casella, è un barista (a una decina di metri dal locale c'è il bar in cui lavora) che puntualmente porta la colazione e il caffè presso il salone di bellezza
- Pasquale Pontone, interpretato da Nello Mascia
- Saverio Mucciarone, interpretato da Nick Nicolosi
- Chang Ho, interpretata da Sung Un Cho